# Kneese
Kneese es un municipio situado en el distrito de Mecklemburgo Noroccidental, en el estado federado de Mecklemburgo-Pomerania Occidental (Alemania), a una altitud de 58 metros. Su población a finales de 2016 era de 342 habs. y su densidad poblacional, 22 hab/km².
Se encuentra junto a la frontera con el estado de Schleswig-Holstein y próximo al lago Schaal.